# Nemacheilus
Nemacheilus is een geslacht van straalvinnige vissen uit de familie van steenkruipers (Balitoridae). Het geslacht is voor het eerst wetenschappelijk beschreven in 1863 door Bleeker.

## Soorten
- Nemacheilus anguilla Annandale, 1919
- Nemacheilus arenicolus Kottelat, 1998
- Nemacheilus banar Freyhof & Serov, 2001
- Nemacheilus binotatus Smith, 1933
- Nemacheilus carletoni Fowler, 1924
- Nemacheilus chrysolaimos (Valenciennes, 1846)
- Nemacheilus cleopatra Freyhof & Serov, 2001
- Nemacheilus corica (Hamilton, 1822)
- Nemacheilus denisoni Day, 1867
- Nemacheilus devdevi Hora, 1935
- Nemacheilus doonensis Tilak & Husain, 1977
- Nemacheilus drassensis Tilak, 1990
- Nemacheilus elegantissimus Chin & Samat, 1992
- Nemacheilus fasciatus (Valenciennes, 1846)
- Nemacheilus gangeticus Menon, 1987
- Nemacheilus guentheri Day, 1867
- Nemacheilus guttatus (McClelland, 1839)
- Nemacheilus hamwii Krupp & Schneider, 1991
- Nemacheilus huapingensis Wu & Wu, 1992
- Nemacheilus inglisi Hora, 1935
- Nemacheilus jaklesii (Bleeker, 1852)
- Nemacheilus kaimurensis Husain & Tilak, 1998
- Nemacheilus kapuasensis Kottelat, 1984
- Nemacheilus keralensis (Rita, Bãnãrescu & Nalbant, 1978)
- Nemacheilus kodaguensis Menon, 1987
- Nemacheilus kullmanni (Bãnãrescu, Nalbant & Ladiges, 1975)
- Nemacheilus lactogeneus Roberts, 1989
- Nemacheilus longipectoralis Popta, 1905
- Nemacheilus longipinnis Ahl, 1922
- Nemacheilus longistriatus Kottelat, 1990
- Nemacheilus lunanensis Li & Xia, 1987
- Nemacheilus marang Hadiaty & Kottelat, 2010
- Nemacheilus masyai Smith, 1933
- Nemacheilus menoni Zacharias & Minimol, 1999
- Nemacheilus monilis Hora, 1921
- Nemacheilus mooreh (Sykes, 1839)
- Nemacheilus nilgiriensis Menon, 1987
- Nemacheilus olivaceus Boulenger, 1894
- Nemacheilus ornatus Kottelat, 1990
- Nemacheilus oxianus Kessler, 1877
- Nemacheilus pallidus Kottelat, 1990
- Nemacheilus papillos Tan & Kottelat, 2009
- Nemacheilus paucimaculatus Bohlen & ?lechtová, 2011
- Nemacheilus periyarensis Madhusoodana Kurup & Radhakrishnan, 2005
- Nemacheilus petrubanarescui Menon, 1984
- Nemacheilus pfeifferae (Bleeker, 1853)
- Nemacheilus platiceps Kottelat, 1990
- Nemacheilus polytaenia Zhu, 1982
- Nemacheilus pulchellus Day, 1873
- Nemacheilus rueppelli (Sykes, 1839)
- Nemacheilus saravacensis Boulenger, 1894
- Nemacheilus selangoricus Duncker, 1904
- Nemacheilus semiarmatus Day, 1867
- Nemacheilus shehensis Tilak, 1990
- Nemacheilus shuangjiangensis Zhu & Wang, 1985
- Nemacheilus singhi Menon, 1987
- Nemacheilus smithi Greenwood, 1976
- Nemacheilus spiniferus Kottelat, 1984
- Nemacheilus stigmofasciatus Arunachalam & Muralidharan, 2009
- Nemacheilus subfusca (McClelland, 1839)
- Nemacheilus tebo Hadiaty & Kottelat, 2009
- Nemacheilus triangularis Day, 1865
- Nemacheilus troglocataractus Kottelat & Géry, 1989
- Nemacheilus tuberigum Hadiaty & Siebert, 2001
- Nemacheilus yingjiangensis Zhu, 1982